# Guipy
Guipy ist eine französische Gemeinde mit 226 Einwohnern (Stand 1. Januar 2022) im Département Nièvre in der Region Bourgogne-Franche-Comté (vor 2016 Bourgogne). Sie gehört zum Arrondissement Clamecy und zum Kanton Corbigny (bis 2015 Brinon-sur-Beuvron).

## Geographie
Guipy liegt etwa 52 Kilometer nordöstlich von Nevers am Rand des Morvan. Umgeben wird Guipy von den Nachbargemeinden von Héry im Norden, Pazy im Osten, Vitry-Laché im Süden, Saint-Révérien im Südwesten, Neuilly im Westen sowie Beaulieu im Nordwesten.

## Bevölkerungsentwicklung
| Jahr                       | 1962 | 1968 | 1975 | 1982 | 1990 | 1999 | 2006 | 2011 | 2016 |
| Einwohner                  | 439  | 368  | 326  | 298  | 246  | 232  | 227  | 269  | 243  |
| Quellen: Cassini und INSEE |      |      |      |      |      |      |      |      |      |

## Sehenswürdigkeiten
- Kirche Saint-Germain aus dem 15. Jahrhundert